# ملعب تان سري داتو حاجي حسن يونس
ملعب تان سري داتو حاجي حسن يونس، كما يعرف اختصاراً باسم ملعب لاركين، هو ملعب كرة قدم متعدد الأغراض يقع في لاركين، جوهر بهرو، جوهر، ماليزيا، يتسع لجلوس 15،000 متفرج. بدأ بناؤه في 1964. تمت توسعته وتجديده في 1999 و2014.

## أهم الأحداث التي استضافها
- ألعاب سوكما 1992
- بطولة العالم للشباب لكرة القدم 1997